# Фельдер, Андреас
Андре́ас Фельдер (нем. Andreas Felder; род. 6 марта 1962, Халль-ин-Тироль, Австрия) — бывший австрийский прыгун с трамплина. Обладатель Кубка Мира 1990/1991, серебряный призёр Олимпийских игр в Альбервилле, двукратный чемпион и многократный призёр Чемпионата мира по прыжкам, чемпион мира по полетам 1986 года.

## Спортивная карьера
Андреас Фельдер дебютировал в Кубке Мира на домашнем этапе Турне четырёх трамплинов в Инсбруке 4 января 1980 года, в возрасте 18 лет, где занял только 68 место. Спустя год, 13 февраля 1981 года австриец впервые поднялся на пьедестал почета - это второе место на полетном трамплине в американском Иронвуде.
В 1982 году сборная Австрии в составе с Андреасом Фельдером завоевала серебряные медали на Чемпионате мира по прыжкам на лыжах в Осло. Первая Олимпиада (Сараево-1984) закончилась неудачно для спортсмена: на нормальном трамплине он показал шестой результат, на большом - двадцать восьмой и не попал в командные соревнования.
8 декабря 1984 года Фельдер одержал первую победу на этапе Кубка Мира - ему покорился заокеанский старт с канадском городке Тандер-Бей. В этом же сезоне австриец выиграл две серебряные медали на Чемпионате мира в Зеефельде: на среднем трамплине и в командном первенстве.
1986 год - чемпион мира по полетам на лыжах в личном первенстве, на соревнованиях в австрийском Бад-Миттендорфе.
В 1987 году Фельдер стал чемпионом мира и в прыжках на лыжах на большом трамплине и бронзовым призёром первенства на среднем трамплине в немецком Оберсдорфе. А также получил звание Лучший австрийский спортсмен 1987 года. Принял участие в Олимпийских играх 1988 года в Калгари.
Самым богатым на победы на этапах для прыгуна стал сезон 1990/1991. Он выиграл семь этапов и занял первое место в общем зачете Кубка Мира. Также в актив этого года можно занести золото Чемпионата мира в Валь-ди-Фьемме в команде.
На своей третьей Олимпиаде в Альбервилле  австриец выступил не очень удачно, завоевав только серебряную медаль в команде. По итогам года он принял решение завершить спортивную карьеру и сделал это очень эффектно: на своих последних соревнованиях в мартовский уик-энд 1992 года Фельдер одержал две победы: сначала в составе сборной Австрии он выиграл командный турнир, а на следующий день праздновал личную, двадцать пятую победу на этапе Кубка мира. После чего с соревнованиях высшего уровня участия не принимал.

## Тренерская карьера
После окончания спортивной карьеры Фельдер работал главным тренером австрийских прыгунов (1995-1997), главным тренером немецкой сборной по двоеборью (1997-2000), тренером австрийской сборной двоеборью и юниорской по прыжкам.